# Anycles dolosus
Anycles dolosus là một loài bướm đêm thuộc phân họ Arctiinae, họ Erebidae.